# لومينا (كونستانتا)
لومينا  هي قرية تقع في إقليم كونستانتا في رومانيا.

## السكان
حسب إحصائيات 2002 بلغ عدد سكان القرية 6,225 نسمة.